# 贝纳拉瓦
贝纳拉瓦，是西班牙安达卢西亚自治区马拉加省的一个市镇。 总面积25平方公里，总人口522人（2001年），人口密度21人/平方公里。